# Marjaliza
Marjaliza ist ein Dorf und eine zentralspanische Gemeinde (municipio) mit 264 Einwohnern (Stand: 2024) in der Provinz Toledo in der Autonomen Gemeinschaft Kastilien-La Mancha.

## Lage
Marjaliza liegt etwa 43 Kilometer südsüdöstlich von Toledo in der historischen Provinz La Mancha in einer Höhe von ca. 855 m. 
Das Klima im Winter ist rau, im Sommer dagegen trocken und warm; der Regen (ca. 485 mm/Jahr) fällt überwiegend in den Wintermonaten.

## Bevölkerungsentwicklung
| Jahr      | 1970 | 1981 | 1991 | 2001 | 2011 | 2021 |
| Einwohner | 567  | 399  | 346  | 305  | 311  | 263  |

## Sehenswürdigkeiten

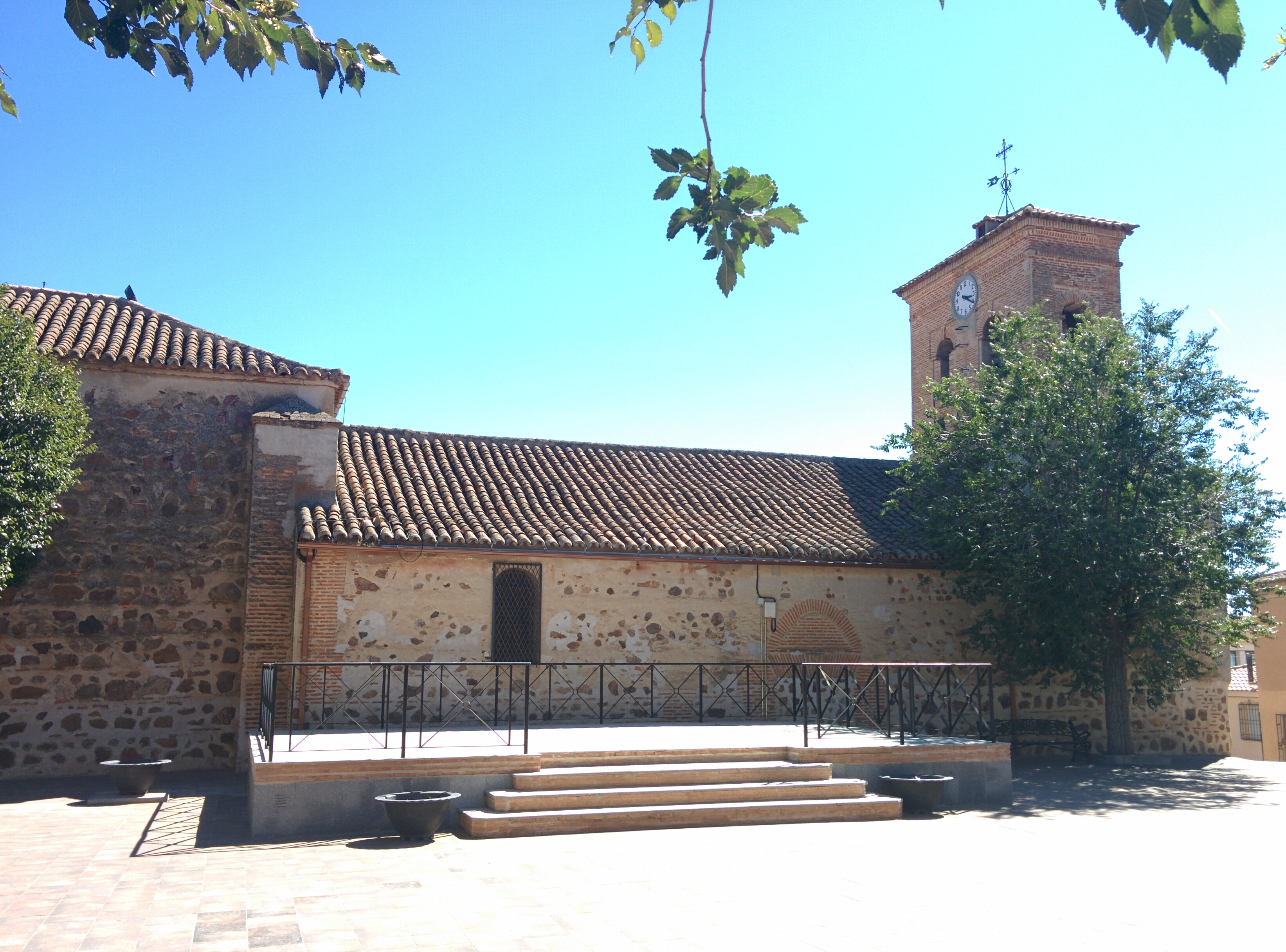
Johannes-der-Täufer-Kirche
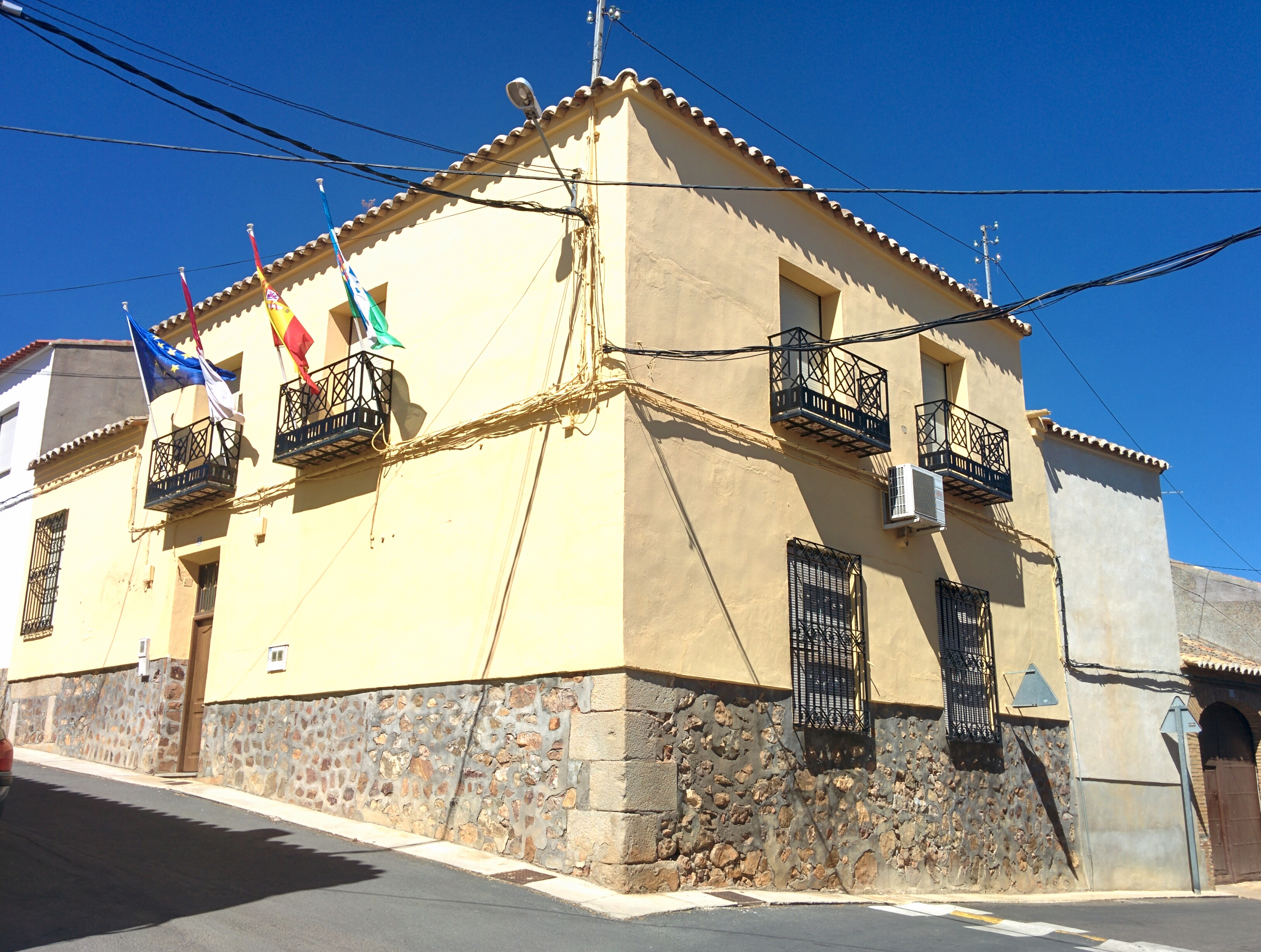
Quiterienkapelle

- Johannes-der-Täufer-Kirche
- Rathaus